# Eurycea
Eurycea é um género de anfíbios caudados pertencente à família Plethodontidae.

## Espécies
- Eurycea aquatica Rose & Bush, 1963
- Eurycea arenicola Stuart et al., 2020
- Eurycea bislineata (Green, 1818)
- Eurycea braggi (Smith, 1968)
- Eurycea chamberlaini Harrison & Guttman, 2003
- Eurycea chisholmensis Chippindale, Price, Wiens & Hillis, 2000
- Eurycea cirrigera (Green, 1831)
- Eurycea guttolineata (Holbrook, 1838)
- Eurycea hillisi Wray, Means & Steppan, 2017
- Eurycea junaluska Sever, Dundee & Sullivan, 1976
- Eurycea latitans Smith & Potter, 1946
- Eurycea longicauda (Green, 1818)
- Eurycea lucifuga Rafinesque, 1822
- Eurycea multiplicata (Cope, 1869)
- Eurycea nana Bishop, 1941
- Eurycea naufragia Chippindale, Price, Wiens & Hillis, 2000
- Eurycea neotenes Bishop & Wright, 1937
- Eurycea nerea (Bishop, 1944)
- Eurycea paludicola (Mittleman, 1947)
- Eurycea pterophila Burger, Smith & Potter, 1950
- Eurycea quadridigitata (Holbrook, 1842)
- Eurycea rathbuni (Stejneger, 1896)
- Eurycea robusta (Longley, 1978)
- Eurycea sosorum Chippindale, Price & Hillis, 1993
- Eurycea spelaea (Stejneger, 1892)
- Eurycea sphagnicola Wray, Means & Steppan, 2017
- Eurycea subfluvicola (Steffen, Irwin, Blair & Bonett, 2014)
- Eurycea tonkawae Chippindale, Price, Wiens & Hillis, 2000
- Eurycea troglodytes Baker, 1957
- Eurycea tynerensis Moore & Hughes, 1939
- Eurycea wallacei (Carr, 1939)
- Eurycea waterlooensis Hillis, Chamberlain, Wilcox & Chippindale, 2001
- Eurycea wilderae Dunn, 1920